# 마이클 크레투
마이클 크레투(루마니아어: Mihai Creţu 미하이 크레추[*], 독일어: Michael Cretu 미하엘 크레투[*], 1957년 5월 18일 ~ , Curly M.C.로도 알려짐)는 루마니아 태생의 독일 음악가로 이니그마 프로젝트의 창시자이다.

## 같이 보기
- 이니그마 (음악 그룹)